# Med a čtyřlístek
Med a čtyřlístek (japonsky ハチミツとクローバー, Hačimicu to kurobá) je japonská komediálně-dramatická manga série, sepsaná a ilustrovaná Čikou Umino. Sleduje životy a vztahy skupiny mladých lidí, kteří studují uměleckou školu a bydlí ve stejné budově.
Manga vycházela v letech 2000 až 2006 ve vydavatelství Šúeiša a čítá celkem 10 svazků. V roce 2003 vyhrála 27. ročník soutěže Kódanša manga šó pro nejlepší mangu v kategorii šódžo. Na základě mangy byl vytvořen anime seriál, který vyrobilo studio J.C.Staff. Seriál má dvě řady a svou premiéru si odbyl na televizní stanici Fuji TV v letech 2005 až 2006. Sponzorovala ho řada firem jako například WE, Adidas, Head Porter, Visvim. V Česku ho vysílala anime stanice Animax. Rovněž existuje neanimovaný celovečerní film od firmy Asmik Ace Entertainment, který šel do japonských kin v roce 2006 a hraný seriál (taktéž vysílaný v Česku na Animaxu).

## Příběh
Júta Takemoto, Takumi Majama a Šinobu Morita jsou tři mladí muži ve věku kolem 20 let, kteří bydlí ve stejné budově a studují na stejné umělecké univerzitě v Tokiu. Jeden z jejich vyučujících, profesor Šúji Hanamoto, seznámí trojici se svou mladičkou a nesmírně talentovanou příbuznou Hagumi, která právě nastupuje na stejné škole do prvního ročníku. Júta i Šinobu se do dívky okamžitě zamilují. Zatímco zakřiknutý Júta své city skrývá a snaží se jí být jen dobrým přítelem, excentrický Šinobu svými přehnanými a značně ztřeštěnými projevy náklonnosti Hagumi vyloženě děsí. Plachá Hagumi postupně zapadne do skupinky přátel, mezi něž patří ještě studentka hrnčířství Ajumi Jamada. Této krásné dívce padají k nohám celé zástupy mužů, ona ale touží po tom jediném, kterého nemůže mít. Její vyvolený Takumi totiž miluje starší ženu, ovdovělou architektku Riku, a Ajumi bere jen jako dobrou kamarádku. Ani on to ale nemá jednoduché, protože Rika, dosud traumatizovaná tragickou smrtí milovaného manžela, odmítá všechny jeho milostné návrhy.